# 魚ロッケ

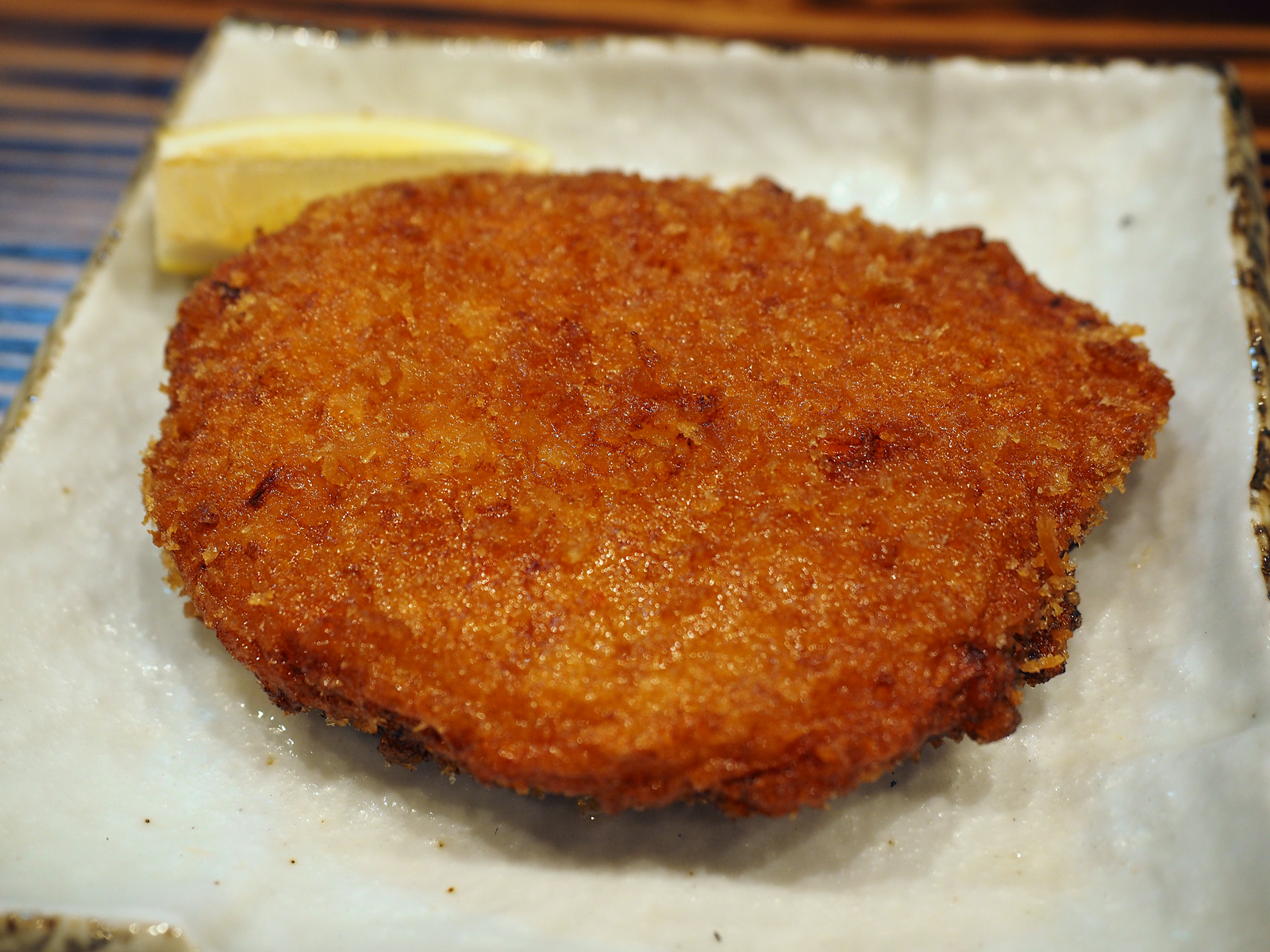
ぎょろっけ（大分県津久見市）

魚ロッケ（ぎょロッケ）またはぎょろっけは、魚カツの一種。佐賀県・大分県・山口県内の各地で散見される。
本項では、佐賀県・熊本県・長崎県で流通しているミンチ天（ミンチてん）と呼ばれる製品についても記す。

## 概要
魚肉のすり身（ミンチ）にタマネギ、ニンジンなどの野菜をみじん切りにしたものを混ぜ、カツレツの手法を応用して、パン粉を付けて揚げたもので、中身が魚で寸法や外見がコロッケに類似しているところからその名が付けられた。
なお「魚ロッケ」「ギョロッケ」という名称は、山口県萩市の荒川かまぼこ店の登録商標となっている（第2448697号、1992年8月31日登録）。

## 佐賀県唐津市の「魚ロッケ」
佐賀県唐津市では藤川蒲鉾本店が昭和初年代に商品化した。当初は「ハイカラ天」や「カレー天」や「パン粉天」などと呼ばれたが、いつしか『魚ロッケ』と呼ばれるようになった。テレビ局の取材を受けた人が“魚ロッケ無くして唐津は語れません”と言ったほど、地元庶民に愛される食べ物である。現在藤川蒲鉾本店では、「カレー風味」と「あっさり塩味」の2種類の味で1日20,000個以上を製造し、県内のみならず全国で販売している。2007年には山崎製パンと藤川蒲鉾本店の共同企画で魚ロッケが入ったパン「魚ロッケの里」が開発され、九州と山口県下関市のローソンで販売された。

## 大分県津久見市の「ぎょろっけ」
大分県津久見市では『ぎょろっけ』と呼ばれる。ぎょろっけは、魚のすり身に野菜と少量の唐辛子を加え、パン粉をまぶしてコロッケ状に揚げたもので、ピリ辛味である。1940年代に開発されたもので、地元では毎日の食卓に欠かせない惣菜である。"gyorokke.co.jp" のドメインも持つ太田商店では1日8,000個以上を販売している。

## 佐賀の「ミンチ天」
主に佐賀県東部を中心に『ミンチ天』という名称の製品も多く見られる。魚肉（魚のすり身）にタマネギのみじん切りを混ぜ、パン粉をつけて揚げたもので製法そのものは魚ロッケとほぼ同じ。唐辛子を加えたりカレー風味にしたスパイシーな味付けのものが多い。元々は佐賀市の馬郡蒲鉾の商品名だったが、現在では同社以外にも「ミンチ天」の名称を用いる業者が複数出てきており、佐賀周辺では一般名詞として定着しつつある。
2012年11月3日・4日に開催された、首都圏にある全国都道府県のアンテナショップ21店舗の商品を集めた「アンテナショップフェスティバル」において、各アンテナショップの一押し商品22品目を対象に行われた「発掘! お宝逸品グランプリ」にて人気投票第1位の「グランプリ」を獲得、売り上げでも2日間の販売個数でも1位となり「ベストセラー賞」も獲得した。